# Joan Duch i Arqués

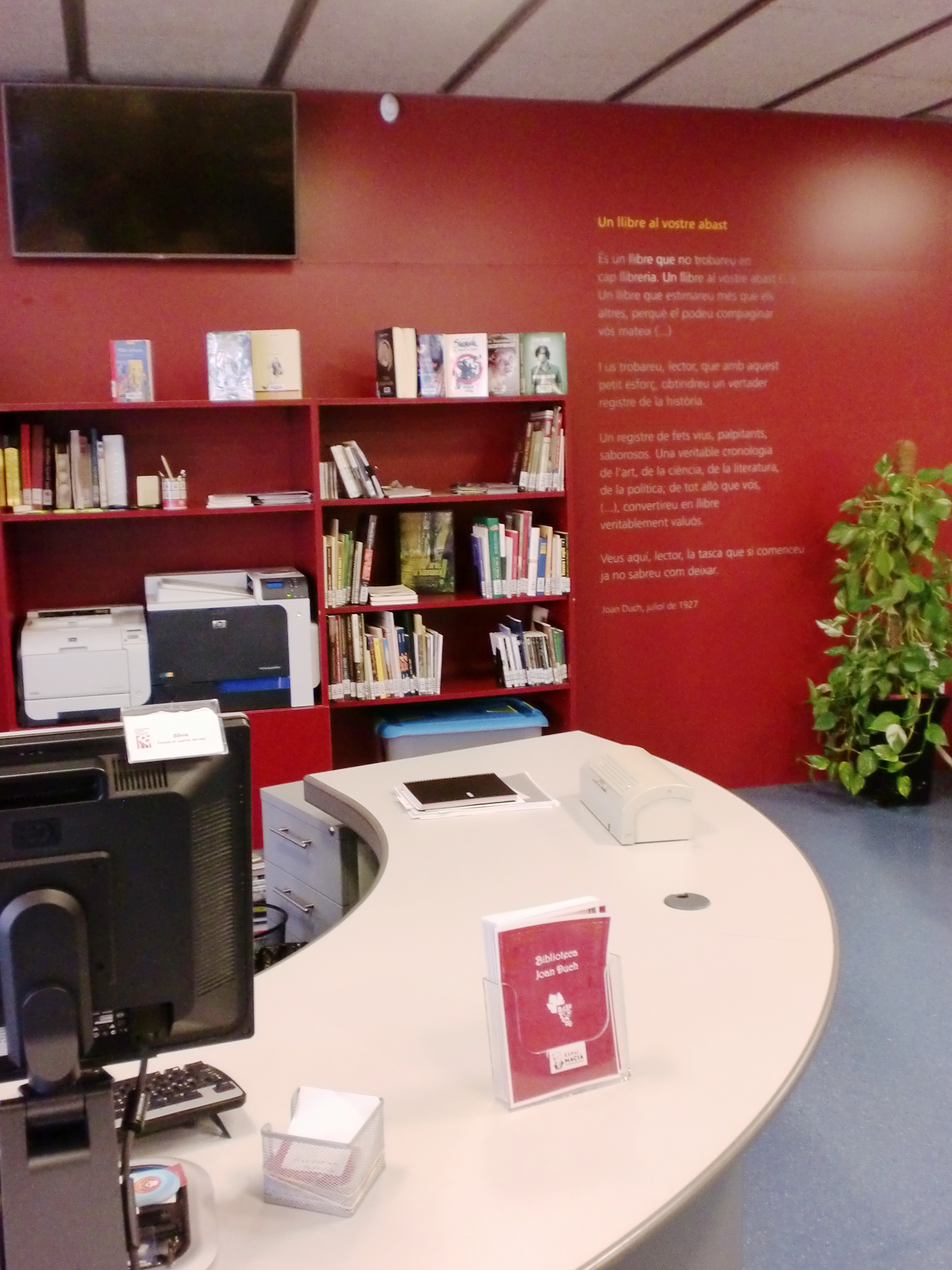
Vista de la biblioteca Joan Duch de Juneda en la que es pot veure un poema de Joan Duch retolat en una de les parets

Joan Duch i Arqués (Juneda, les Garrigues, 27 de novembre de 1899 — 19 de gener de 1929) fou un poeta noucentista.

## Biografia
Al parvulari, destacà per la rapidesa en l'aprenentatge del llenguatge i per la seva aplicació i conducta exemplars. Fa els estudis primaris a les escoles de Juneda. I mentre cursava el cicle superior ja s'observaven les excel·lents qualitats del futur escriptor.
Cursà peritatge mercantil, però finalment es dedicà a la literatura i al periodisme.Després d'una etapa inicial maragalliana, s'adscriví a un Noucentisme sota el model de Josep Carner.
L'estiu de 1916 col·laborà al setmanari junedenc La Pubilla, on emprava el pseudònim "Le chante claire". L'any següent publicà una sèrie d'articles i narracions a la premsa lleidatana, amb un llenguatge rigorós i mesurat que definiren l'estil planer i arcaïtzant de tota la seva producció àdhuc la poètica posterior.
La seva primera crònica periodística fou del mes de maig de 1917 i el seu primer poema de l'octubre del mateix any. Es titulava "A ma veïna Dolors" i estava inspirat en una noia de la colla amb qui va descobrir el primer amor. Al cap d'un any just publicà la primera narració breu. El desembre d'aquell any es constitueix una nova joventut nacionalista a Juneda, adherida a la Lliga regionalista. Joan Duch és membre de la junta directiva.
En 1918, amb el títol de perit mercantil entra a treballar al banc de Barcelona.
Joan Duch forma part de la lleva de 1920, però tot i ser sortejat per al reclutament se'l va declarar inútil total. Aviat se li declarà la tuberculosi i, gairebé paral·lelament, ell accentuà el seu interès per la lectura. L'escriptura, però, la deixà relegada fins a l'any 1926 en què creà les primeres composicions poètiques de la segona època, feu traducció i continuà amb la narrativa breu i les cròniques d'àmbit cultural.
Va morir el 19 de gener de 1929 i al juny de 1931 sortí a la venda la seva obra pòstuma, el poemari Les hores gerdes.
Actualment, un premi poètic organitzat per l'Ajuntament de la vila de Juneda duu el seu nom, així com la biblioteca municipal.

## Estil
Joan Duch és, en essència un poeta. Tot i que intimidat per la malaltia es converteix en un lector assidu de la premsa periòdica i especialitzada del país i de tota mena de literatura, especialment dels clàssics grecs i llatins, poetes orientals i dels noucentistes catalans; Josep Carner serà el seu model per excel·lència. També tradueix autors com Baudelaire o Kikaku, poeta japonès del segle xvii, autor d'un llibre d'haikais que Duch va poder llegir en francès.

## Obra
- Les hores gerdes (1931), recull de poesia
- Poesies (1995), recull de tota l'obra poètica
- Obra dispersa: 1916-1929, recull d'obres escrites per diferents publicacions.[3]

Poemes presentats als Jocs Florals de Barcelona
- Camí de l'horta, camí (1927)